# Tomáš Rosický
Tomáš Rosický (pronunciación en checo: /ˈtomaːʃ ˈrosɪtskiː/; Praga, República Checa, 4 de octubre de 1980) es un exfutbolista checo. Jugaba en la posición de mediapunta. Fue internacional y capitán con la selección de República Checa.

## Trayectoria
Rosický, es un centrocampista apodado como 'el pequeño Mozart'; es conocido por su buen rendimiento, poseedor de un chut extraordinario y es el encargado de mover hilos en el mediocampo. Su gran técnica para encarar le permite ser el hombre clave en el funcionamiento de su equipo, posee gran visión de cancha para pasar, buen regate y un potente tiro de fuera del área lo cual lo hace impredecible y muy capaz de sorprender a los espectadores y a los defensas rivales.

### Sparta Praga
Comenzó su carrera en el Sparta Praga en 1998, donde ganó tres ligas checas y se convirtió en el jugador más joven en lograr el galardón al Jugador checo del año. En las tres temporadas que estuvo en su club natal, disputó más de 65 encuentros.

### Borussia Dortmund
En 2001 se trasladó al Borussia Dortmund por una suma de a 4.5 millones de euros. Ayudó al Dortmund a alcanzar el título de la Bundesliga en el año 2002, y llegó a la final de la Copa de la UEFA (que perdió el Dortmund 3-2 ante el Feyenoord) en la misma temporada. Su sólido estado de forma en la temporada 2004/05 ayudó a que el Dortmund escalara puestos en la clasificación de la Bundesliga, lejos de los puestos de descenso. En total jugó casi 150 partidos de la Bundesliga y 29 partidos de la Champions League y la Copa de la UEFA. Fue en Alemania donde se ganó el apelativo de "Pequeño Mozart" y "El Mozart del Fútbol" por su habilidad para organizar y orquestar el juego en la cancha.
En el año 2006, tras el Mundial de Alemania 2006, donde marcó 2 goles a Estados Unidos, y después de mucho especular sobre su posible traspaso al Atlético de Madrid, Rosický firmó por el Arsenal inglés, por tres temporadas, reemplazando así a Robert Pirès.

### Arsenal

#### Temporada 2006/07

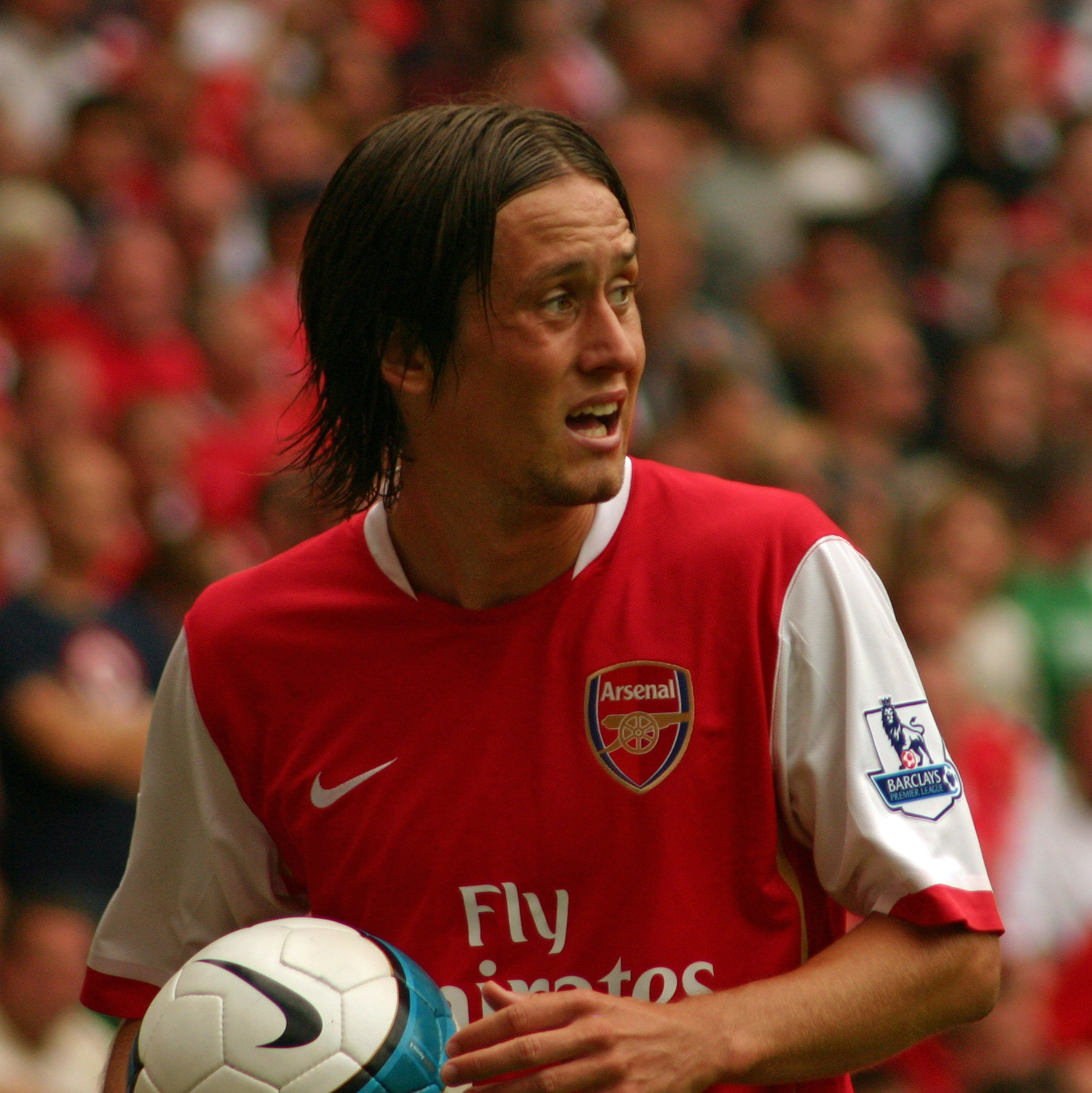
Rosicky en 2007.

Se confirmó su traspaso el 23 de mayo de 2006. Le fue asignada la camiseta con el dorsal #7, heredada del gran Robert Pires.
Debutó en forma competitiva con el Arsenal el 8 de agosto de 2006 en la victoria por 3–0 sobre el Dinamo Zagreb de Croacia en la ronda previa de la Liga de Campeones. Convirtió su primer tanto el 13 de septiembre de 2006 ante el Hamburgo por el mismo torneo. El 6 de enero de 2007, marcó dos goles ante el Liverpool en Anfield por la FA Cup. Su primera anotación en la Premier League se produjo ante el Wigan Athletic, el 11 de febrero de 2007. En resumen, convirtió 6 tantos en 37 apariciones en todas las competiciones en su primera temporada con los 'Gunners'.

#### Temporada 2007/08
El 29 de agosto de 2007, le anotó al club con el que debutó profesionalmente, el Sparta Praga. Anotó su primer gol en la Premier League 2007/08 ante el Portsmouth. Más adelante le convertiría al Bolton Wanderers, al Wigan Athletic, al Middlesbrough, al Everton, al Fulham, entre otros.
El 26 de enero de 2008, cuando el Arsenal igualó con el Newcastle, por la FA Cup, Rosicky se retiró lesionado a los nueve minutos de juego. Por ende, después se perdería la Eurocopa 2008. "No es una lesión seria, pero sí extraña", había declarado Arsene Wenger en su momento. Durante toda la última temporada amenazó con regresar pero ni siquiera pudo participar de un partido. Tanto la rodilla derecha como los isquiotibiales de la misma pierna le traicionaron constantemente. Siendo así que llevó 18 meses sin jugar ni un partido.

#### Temporada 2009/10
Volvió a entrenar en mayo de 2009. En agosto, sufrió otra lesión que lo alejó otras seis semanas. Por fin volvió a la acción el 12 de septiembre con gol en la victoria por 4–2 ante el Manchester City.
El 4 de enero de 2010, Rosický firmó por dos años y medio más con el Arsenal. Posteriormente, Rosický anotaría el empate ante el Everton a los 93 minutos en el Emirates Stadium. Disputó en total 33 partidos, convirtiendo 3 goles.

#### Temporada 2010/11

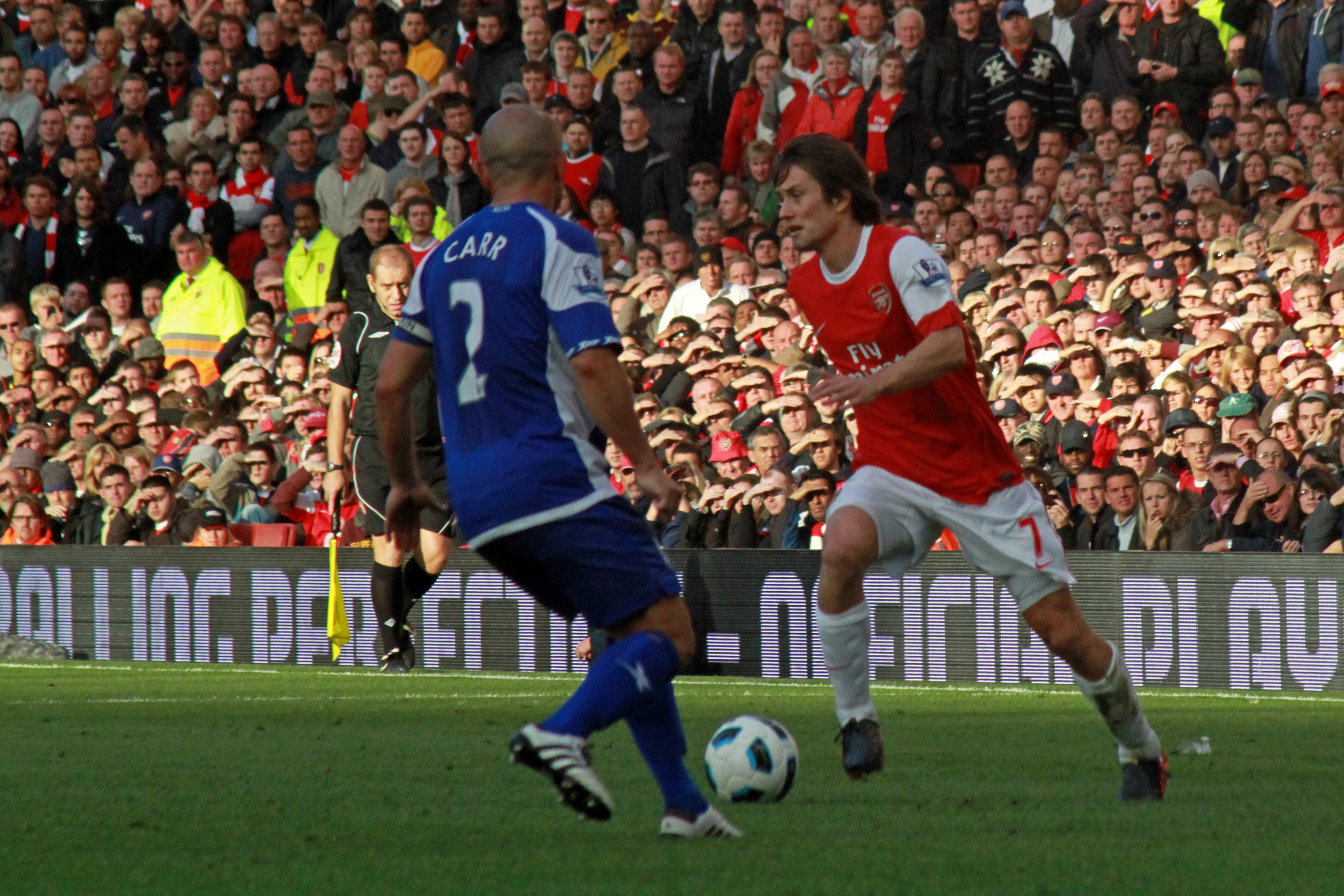
Rosicky contra Stephen Carr en un partido contra el Birmingham.

Arrancó como titular el 21 de agosto de 2010, que no se producía desde abril del mismo año, ante el Blackpool y jugó los 90 minutos en la aplastante victoria por 6–0 en el Emirates Stadium. Su primer y único gol de la campaña lo anotó en la FA Cup ante el Leyton Orient con un cabezazo a los 53 minutos. El 27 de febrero de 2011, jugó los 90 minutos de la final de la Copa de la Liga de Inglaterra ante el Birmingham City en Wembley. Por la ausencia de Cesc Fàbregas y la posterior lesión de Robin van Persie, Rosicky jugó como capitán. Arsenal perdió 2-1 y alargó la sequía de títulos. Cerca al final de la temporada, se ausentó de algunos partidos por lesión. Al término de la campaña, Rosický realizó 34 apariciones con un gol a su favor, el Arsenal quedó cuarto en la Premier League.

#### Temporada 2011/12
Si bien no fue titular al inicio de la temporada 2011/12, logró alternar en varios partidos a fines de 2011 e inicios de 2012. El 26 de febrero, anotó su primer gol de la temporada, frente a Tottenham, partido que finalizó 5-2 a favor de los 'Gunners' pese a empezar perdiendo 2-0. También le anotó al AC Milan por los octavos de final de la Liga de Campeones en la victoria de Arsenal por 3-0. Lastimosamente, el conjunto inglés no avanzó a la siguiente ronda pues el marcador global quedó 4-3 a favor del Milan.
Fue elegido por la afición como el mejor jugador del Arsenal para los meses de marzo y abril. De esta manera, se afianzó como titular hasta el final de la campaña, en la cual llegaron hasta la tercera plaza, asegurándose un lugar en la próxima Liga de Campeones.

#### Temporada 2012/13
Luego de perderse los primeros catorce partidos por lesión, volvió el 1 de diciembre de 2012, sustituyendo a Jack Wilshere, en la derrota por dos goles a cero frente al Swansea City. Anotó su primer gol de la temporada en la Liga de Campeones de la UEFA 2012-13 ante el Olympiacos; sin embargo, fue cambiado en el entretiempo y el Arsenal cayó 2-1. Se recuperó cerca al cierre de la temporada, jugando 10 partidos en la liga con dos tantos a su favor.

#### Temporada 2013/14
Fue considerado como una buena alternativa en el mediocampo del Arsenal. Anotó su primer gol de la temporada en la FA Cup, en la victoria frente al Tottenham Hotspur por 2-0. En marzo de 2014, renovó con el Arsenal por un período no precisado.

### Regreso al Sparta Praga y retiro
El 30 de agosto de 2016, Tomáš Rosický abandonó el Arsenal para regresar a su club de formación, el Sparta Praga, del que salió en 2001. Firmó por un contrato de dos años. Hizo su debut el 10 de septiembre de 2016 como sustituto en un empate 2–2 con el Mladá Boleslav en la Liga de República Checa; pero no pudo jugar el resto de la temporada 2016-17, debido a una lesión. El 10 de septiembre de 2017, Rosický volvió a ser titular con su equipo, en un partido donde marcó el gol definitivo contra el Karviná.
El 20 de diciembre de 2017, Rosický anunció su retiro del fútbol profesional a sus 37 años, debido a las constantes lesiones que le impedían jugar con mayor regularidad. Su última etapa en el Sparta terminó con 12 partidos disputados en la liga.

## Selección nacional
Ha sido internacional en las categorías sub-15 (10 partidos), sub-16 (12 partidos, 5 goles), sub-17 (16 partidos, 6 goles), sub-18 (9 partidos, 3 goles) y sub-21 (2 partidos) de República Checa.
En la selección absoluta, ha sido internacional con la selección de fútbol de la República Checa en 105 ocasiones y ha marcado 23 goles. Su debut se produjo el 23 de febrero de 2000, a los 19 años, ante Irlanda. Jugó con su selección la Eurocopa 2000 y 2004 y contribuyó a la clasificación de su selección al Mundial de 2006 en Alemania, anotando el gol de la victoria en los play-off ante Noruega.
En el Mundial, Rosický convirtió dos goles en el primer partido de República Checa ante Estados Unidos, uno de los cuales fue un disparo de 35 yardas que fue nominado al mejor gol del Mundial. Su selección, mermada con las lesiones de Jan Koller y Milan Baroš, se eliminó en la fase de grupos.
Al inicio de la temporada 2006/07, Rosický fue nombrado capitán en reemplazo del retirado Pavel Nedvěd. Su selección clasificó a la Eurocopa 2008, sin embargo, una grave lesión lo alejó de las canchas y se perdió el torneo continental. Regresó al conjunto nacional el 9 de septiembre de 2009, ante San Marino.
Fue nombrado como capitán del equipo checo para la Eurocopa 2012 de Polonia y Ucrania. Arrancó el torneo como titular pero unas molestias le impidieron jugar todos los encuentros de su selección, que llegó hasta cuartos de final cayendo a manos de Portugal.

### Participaciones en Copas del Mundo
| Mundial                        | Sede     | Resultado    | Partidos | Goles | Prom. |
| ------------------------------ | -------- | ------------ | -------- | ----- | ----- |
| Copa Mundial de Fútbol de 2006 | Alemania | Primera fase | 3        | 2     | 0.67  |

### Participaciones en Eurocopas
| Eurocopa      | Sede                   | Resultado        | Partidos | Goles |
| ------------- | ---------------------- | ---------------- | -------- | ----- |
| Eurocopa 2000 | Países Bajos y Bélgica | Primera fase     | 2        | 0     |
| Eurocopa 2004 | Portugal               | Semifinal        | 4        | 0     |
| Eurocopa 2012 | Ucrania y Polonia      | Cuartos de final | 2        | 0     |
| Eurocopa 2016 | Francia                | Primera fase     | 2        | 0     |

## Estadísticas

### Clubes
Estadísticas actualizadas al 3 de diciembre de 2017.
| Club | Temporada     | Div.          | Liga  | Liga  | Copas nacionales(1) | Copas nacionales(1) | Copa de la Liga(2) | Copa de la Liga(2) | Torneos internacionales(2) | Torneos internacionales(2) | Otros(2) | Otros(2) | Total | Total | Promedio |      |
| Club | Temporada     | Div.          | Part. | Goles | Part.               | Goles               | Part.              | Goles              | Part.                      | Goles                      | Part.    | Goles    | Part. | Goles | Promedio |      |
| --- | ------------- | ------------- | ----- | ----- | ------------------- | ------------------- | ------------------ | ------------------ | -------------------------- | -------------------------- | -------- | -------- | ----- | ----- | -------- | ---- |
| A. C. Sparta Praga · República Checa | 1998-99       | 1.ª           | 3     | 0     | 2                   | 0                   | —                  | —                  | 0                          | 0                          | —        | —        | 5     | 0     | 0.00     | 0.00 |
| A. C. Sparta Praga · República Checa | 1999-00       | 1.ª           | 24    | 5     | 2                   | 1                   | —                  | —                  | 12                         | 2                          | —        | —        | 38    | 8     | 0.21     | 0.21 |
| A. C. Sparta Praga · República Checa | 2000-01       | 1.ª           | 14    | 3     | 2                   | 0                   | —                  | —                  | 8                          | 2                          | —        | —        | 24    | 5     | 0.21     | 0.21 |
| A. C. Sparta Praga · República Checa | 2016-17       | 1.ª           | 1     | 0     | 0                   | 0                   | —                  | —                  | 0                          | 0                          | —        | —        | 1     | 0     | 0.00     | 0.00 |
| A. C. Sparta Praga · República Checa | 2017-18       | 1.ª           | 11    | 1     | 0                   | 0                   | —                  | —                  | 1                          | 0                          | —        | —        | 12    | 1     | 0.08     | 0.08 |
| A. C. Sparta Praga · República Checa | Total club    | Total club    | 53    | 9     | 6                   | 1                   | 0                  | 0                  | 21                         | 4                          | 0        | 0        | 80    | 14    | 0.18     | 0.18 |
| Borussia Dortmund · Alemania | 2000-01       | 1.ª           | 15    | 0     | 0                   | 0                   | —                  | —                  | —                          | —                          | —        | —        | 15    | 0     | 0.00     | 0.00 |
| Borussia Dortmund · Alemania | 2001-02       | 1.ª           | 30    | 5     | 1                   | 0                   | 2                  | 0                  | 16                         | 1                          | —        | —        | 49    | 6     | 0.12     | 0.12 |
| Borussia Dortmund · Alemania | 2002-03       | 1.ª           | 30    | 4     | 1                   | 0                   | 1                  | 0                  | 7                          | 2                          | —        | —        | 39    | 6     | 0.15     | 0.15 |
| Borussia Dortmund · Alemania | 2003-04       | 1.ª           | 19    | 2     | 1                   | 0                   | 3                  | 1                  | 4                          | 0                          | —        | —        | 27    | 3     | 0.11     | 0.11 |
| Borussia Dortmund · Alemania | 2004-05       | 1.ª           | 27    | 4     | 2                   | 0                   | —                  | —                  | 0                          | 0                          | —        | —        | 29    | 4     | 0.14     | 0.14 |
| Borussia Dortmund · Alemania | 2005-06       | 1.ª           | 28    | 5     | 0                   | 0                   | —                  | —                  | 2                          | 0                          | —        | —        | 30    | 5     | 0.17     | 0.17 |
| Borussia Dortmund · Alemania | Total club    | Total club    | 149   | 20    | 5                   | 0                   | 6                  | 1                  | 29                         | 3                          | 0        | 0        | 189   | 24    | 0.13     | 0.13 |
| Arsenal F. C. Inglaterra | 2006-07       | 1.ª           | 26    | 3     | 4                   | 2                   | 1                  | 0                  | 6                          | 1                          | —        | —        | 37    | 6     | 0.16     | 0.16 |
| Arsenal F. C. Inglaterra | 2007-08       | 1.ª           | 18    | 6     | 1                   | 0                   | 1                  | 0                  | 5                          | 1                          | —        | —        | 25    | 7     | 0.29     | 0.29 |
| Arsenal F. C. Inglaterra | 2008-09       | 1.ª           | 0     | 0     | 0                   | 0                   | 0                  | 0                  | 0                          | 0                          | —        | —        | 0     | 0     | 0.00     | 0.00 |
| Arsenal F. C. Inglaterra | 2009-10       | 1.ª           | 25    | 3     | 0                   | 0                   | 1                  | 0                  | 7                          | 0                          | —        | —        | 33    | 3     | 0.10     | 0.10 |
| Arsenal F. C. Inglaterra | 2010-11       | 1.ª           | 21    | 0     | 5                   | 1                   | 3                  | 0                  | 5                          | 0                          | —        | —        | 34    | 1     | 0.03     | 0.03 |
| Arsenal F. C. Inglaterra | 2011-12       | 1.ª           | 28    | 1     | 2                   | 0                   | 0                  | 0                  | 8                          | 1                          | —        | —        | 38    | 2     | 0.05     | 0.05 |
| Arsenal F. C. Inglaterra | 2012-13       | 1.ª           | 10    | 2     | 2                   | 0                   | 1                  | 0                  | 3                          | 1                          | 0        | 0        | 16    | 3     | 0.19     | 0.19 |
| Arsenal F. C. Inglaterra | 2013-14       | 1.ª           | 27    | 2     | 3                   | 1                   | 1                  | 0                  | 8                          | 0                          | —        | —        | 39    | 3     | 0.08     | 0.08 |
| Arsenal F. C. Inglaterra | 2014-15       | 1.ª           | 15    | 2     | 3                   | 1                   | 1                  | 0                  | 4                          | 0                          | 1        | 0        | 24    | 3     | 0.13     | 0.13 |
| Arsenal F. C. Inglaterra | 2015-16       | 1.ª           | 0     | 0     | 1                   | 0                   | 0                  | 0                  | 0                          | 0                          | 0        | 0        | 1     | 0     | 0.00     | 0.00 |
| Arsenal F. C. Inglaterra | Total club    | Total club    | 170   | 19    | 21                  | 5                   | 9                  | 0                  | 46                         | 4                          | 1        | 0        | 247   | 28    | 0.11     | 0.11 |
| Total carrera | Total carrera | Total carrera | 372   | 48    | 32                  | 6                   | 15                 | 1                  | 96                         | 11                         | 1        | 0        | 516   | 66    | 0.42     | 0.42 |
| (1) Incluye datos de la Copa de la República Checa (1998-01), Copa de Alemania (2001-05) y FA Cup (2006-16). (2) Incluye datos de la Copa de la Liga de Alemania (2001-04) y Copa de la Liga de Inglaterra (2006-15). (3) Incluye datos de la Liga de Campeones de la UEFA, Copa de la UEFA, Copa Intertoto de la UEFA y Liga Europa de la UEFA. (4) Incluye datos de la Community Shield (2015). |               |               |       |       |                     |                     |                    |                    |                            |                            |          |          |       |       |          |      |

### Selección nacional
| \| PJ \| Fecha \| Ciudad \| Local \| Resultado \| Visitante \| Competición \| Goles \| Asist. \| \| ---- \| ---------- \| ---------------- \| ------------------- \| --------- \| ------------------- \| --------------------------- \| ----- \| ------ \| \| 1. \| 23-02-2000 \| Dublín \| Irlanda \| 3–2 \| República Checa \| Amistoso \| 0 \| 0 \| \| 2. \| 29-03-2000 \| Teplice \| República Checa \| 3–1 \| Australia \| Amistoso \| 0 \| 0 \| \| 3. \| 26-04-2000 \| Praga \| República Checa \| 4–1 \| Israel \| Amistoso \| 0 \| 0 \| \| 4. \| 03-06-2000 \| Núremberg \| Alemania \| 3–2 \| República Checa \| Amistoso \| 0 \| 0 \| \| 5. \| 11-06-2000 \| Ámsterdam \| Países Bajos \| 1–0 \| República Checa \| Eurocopa 2000 \| 0 \| 0 \| \| 6. \| 16-06-2000 \| Brujas \| República Checa \| 1–2 \| Francia \| Eurocopa 2000 \| 0 \| 0 \| \| 7. \| 02-09-2000 \| Sofía \| Bulgaria \| 0–1 \| República Checa \| Eliminatorias Mundial 2002 \| 0 \| 0 \| \| 8. \| 07-10-2000 \| Teplice \| República Checa \| 4–0 \| Islandia \| Eliminatorias Mundial 2002 \| 0 \| 0 \| \| 9. \| 28-02-2001 \| Skopie \| Macedonia del Norte \| 1–1 \| República Checa \| Amistoso \| 0 \| 0 \| \| 10. \| 24-03-2001 \| Belfast \| Irlanda del Norte \| 0–1 \| República Checa \| Eliminatorias Mundial 2002 \| 0 \| 0 \| \| 11. \| 29-03-2001 \| Praga \| República Checa \| 0–0 \| Dinamarca \| Eliminatorias Mundial 2002 \| 0 \| 0 \| \| 12. \| 25-04-2001 \| Praga \| República Checa \| 1–1 \| Bélgica \| Amistoso \| 0 \| 0 \| \| 13. \| 06-06-2001 \| Teplice \| República Checa \| 3–1 \| Irlanda del Norte \| Eliminatorias Mundial 2002 \| 0 \| 0 \| \| 14. \| 15-08-2001 \| Drnovice \| República Checa \| 5–0 \| Corea del Sur \| Amistoso \| 0 \| 0 \| \| 15. \| 01-09-2001 \| Reikiavik \| Islandia \| 3–1 \| República Checa \| Eliminatorias Mundial 2002 \| 0 \| 0 \| \| 16. \| 05-09-2001 \| Teplice \| República Checa \| 3–2 \| Malta \| Eliminatorias Mundial 2002 \| 0 \| 0 \| \| 17. \| 06-10-2001 \| Praga \| República Checa \| 6–0 \| Bulgaria \| Eliminatorias Mundial 2002 \| 2 \| 0 \| \| 18. \| 14-11-2001 \| Praga \| República Checa \| 0-1 \| Bélgica \| Eliminatorias Mundial 2002 \| 0 \| 0 \| \| 19. \| 27-03-2002 \| Cardiff \| Gales \| 0–0 \| República Checa \| Amistoso \| 0 \| 0 \| \| 20. \| 18-05-2002 \| Praga \| República Checa \| 1–0 \| Italia \| Amistoso \| 0 \| 0 \| \| 21. \| 21-08-2002 \| Olomouc \| República Checa \| 4–1 \| Eslovaquia \| Amistoso \| 2 \| 0 \| \| 22. \| 06-09-2002 \| Praga \| República Checa \| 5–0 \| Yugoslavia \| Amistoso \| 0 \| 2 \| \| 23. \| 12-10-2002 \| Chisináu \| Moldavia \| 0–2 \| República Checa \| Eliminatorias Eurocopa 2004 \| 1 \| 0 \| \| 24. \| 16-10-2002 \| Teplice \| República Checa \| 2–0 \| Bielorrusia \| Eliminatorias Eurocopa 2004 \| 0 \| 0 \| \| 25. \| 12-02-2003 \| París \| Francia \| 0–2 \| República Checa \| Amistoso \| 0 \| 0 \| \| 26. \| 29-03-2003 \| Róterdam \| Países Bajos \| 1–1 \| República Checa \| Eliminatorias Eurocopa 2004 \| 0 \| 0 \| \| 27. \| 02-04-2003 \| Praga \| República Checa \| 4–0 \| Austria \| Eliminatorias Eurocopa 2004 \| 0 \| 0 \| \| 28. \| 30-04-2003 \| Teplice \| República Checa \| 4–0 \| Turquía \| Amistoso \| 1 \| 1 \| \| 29. \| 11-06-2003 \| Olomouc \| República Checa \| 5–0 \| Moldavia \| Eliminatorias Eurocopa 2004 \| 0 \| 0 \| \| 30. \| 06-09-2003 \| Minsk \| Bielorrusia \| 1–3 \| República Checa \| Eliminatorias Eurocopa 2004 \| 0 \| 0 \| \| 31. \| 10-09-2003 \| Praga \| República Checa \| 3–1 \| Países Bajos \| Eliminatorias Eurocopa 2004 \| 0 \| 0 \| \| 32. \| 18-02-2004 \| Palermo \| Italia \| 2-2 \| República Checa \| Amistoso \| 1 \| 0 \| \| 33. \| 28-04-2004 \| Praga \| República Checa \| 0-1 \| Japón \| Amistoso \| 0 \| 0 \| \| 34. \| 02-06-2004 \| Praga \| República Checa \| 3-1 \| Bulgaria \| Amistoso \| 1 \| 0 \| \| 35. \| 06-06-2004 \| Teplice \| República Checa \| 2-0 \| Estonia \| Amistoso \| 0 \| 1 \| \| 36. \| 15-06-2004 \| Aveiro \| República Checa \| 2-1 \| Letonia \| Eurocopa 2004 \| 0 \| 0 \| \| 37. \| 19-06-2004 \| Aveiro \| Países Bajos \| 2-3 \| República Checa \| Eurocopa 2004 \| 0 \| 0 \| \| 38. \| 27-06-2004 \| Oporto \| República Checa \| 3-0 \| Dinamarca \| Eurocopa 2004 \| 0 \| 0 \| \| 39. \| 01-07-2004 \| Oporto \| Grecia \| 1-0 \| República Checa \| Eurocopa 2004 \| 0 \| 0 \| \| 40. \| 18-08-2004 \| Praga \| República Checa \| 0-0 \| Grecia \| Amistoso \| 0 \| 0 \| \| 41. \| 08-09-2004 \| Ámsterdam \| Países Bajos \| 2-0 \| República Checa \| Eliminatorias Mundial 2006 \| 0 \| 0 \| \| 42. \| 09-10-2004 \| Praga \| República Checa \| 1-0 \| Rumania \| Eliminatorias Mundial 2006 \| 0 \| 0 \| \| 43. \| 13-10-2004 \| Ereván \| Armenia \| 0-3 \| República Checa \| Eliminatorias Mundial 2006 \| 1 \| 0 \| \| 44. \| 17-11-2004 \| Skopie \| Macedonia del Norte \| 0-2 \| República Checa \| Eliminatorias Mundial 2006 \| 0 \| 0 \| \| 45. \| 26-03-2005 \| Teplice \| República Checa \| 4-3 \| Finlandia \| Eliminatorias Mundial 2006 \| 1 \| 2 \| \| 46. \| 30-03-2005 \| Andorra la Vieja \| Andorra \| 0-4 \| República Checa \| Eliminatorias Mundial 2006 \| 1 \| 0 \| \| 47. \| 04-06-2005 \| Liberec \| República Checa \| 8-1 \| Andorra \| Eliminatorias Mundial 2006 \| 1 \| 0 \| \| 48. \| 08-06-2005 \| Teplice \| República Checa \| 6-1 \| Macedonia del Norte \| Eliminatorias Mundial 2006 \| 1 \| 2 \| \| 49. \| 08-10-2005 \| Praga \| República Checa \| 0-2 \| Países Bajos \| Eliminatorias Mundial 2006 \| 0 \| 0 \| \| 50. \| 12-10-2005 \| Helsinki \| Finlandia \| 0-3 \| República Checa \| Eliminatorias Mundial 2006 \| 1 \| 0 \| \| 51. \| 12-11-2005 \| Oslo \| Noruega \| 0-1 \| República Checa \| Eliminatorias Mundial 2006 \| 0 \| 0 \| \| 52. \| 16-11-2005 \| Praga \| República Checa \| 0-1 \| Noruega \| Eliminatorias Mundial 2006 \| 1 \| 0 \| \| 53. \| 01-03-2006 \| Esmirna \| Turquía \| 2-2 \| República Checa \| Amistoso \| 0 \| 0 \| \| 54. \| 26-05-2006 \| Innsbruck \| República Checa \| 2-0 \| Arabia Saudita \| Amistoso \| 0 \| 0 \| \| 55. \| 12-06-2006 \| Gelsenkirchen \| Estados Unidos \| 0-3 \| República Checa \| Mundial 2006 \| 2 \| 0 \| \| 56. \| 17-06-2006 \| Colonia \| República Checa \| 0-2 \| Ghana \| Mundial 2006 \| 0 \| 0 \| \| 57. \| 22-06-2006 \| Hamburgo \| República Checa \| 0-2 \| Italia \| Mundial 2006 \| 0 \| 0 \| \| 58. \| 02-09-2006 \| Teplice \| República Checa \| 2-1 \| Gales \| Eliminatorias Eurocopa 2008 \| 0 \| 0 \| \| 59. \| 06-09-2006 \| Bratislava \| Eslovaquia \| 0-3 \| República Checa \| Eliminatorias Eurocopa 2008 \| 0 \| 0 \| \| 60. \| 07-10-2006 \| Liberec \| República Checa \| 7-0 \| San Marino \| Eliminatorias Eurocopa 2008 \| 0 \| 0 \| \| 61. \| 11-10-2006 \| Dublín \| Irlanda \| 1-1 \| República Checa \| Eliminatorias Eurocopa 2008 \| 0 \| 1 \| \| 62. \| 07-02-2007 \| Bruselas \| Bélgica \| 0-2 \| República Checa \| Amistoso \| 0 \| 0 \| \| 63. \| 24-03-2007 \| Praga \| República Checa \| 1-2 \| Alemania \| Eliminatorias Eurocopa 2008 \| 0 \| 0 \| \| 64. \| 28-03-2007 \| Liberec \| República Checa \| 1-0 \| Chipre \| Eliminatorias Eurocopa 2008 \| 0 \| 1 \| \| 65. \| 02-06-2007 \| Cardiff \| Gales \| 0-0 \| República Checa \| Eliminatorias Eurocopa 2008 \| 0 \| 0 \| \| 66. \| 08-09-2007 \| Serravalle \| San Marino \| 0-3 \| República Checa \| Eliminatorias Eurocopa 2008 \| 1 \| 0 \| \| 67. \| 12-09-2007 \| Praga \| República Checa \| 1-0 \| Irlanda \| Eliminatorias Eurocopa 2008 \| 0 \| 0 \| \| 68. \| 17-11-2007 \| Praga \| República Checa \| 3-1 \| Eslovaquia \| Eliminatorias Eurocopa 2008 \| 1 \| 0 \| \| 69. \| 09-09-2009 \| Uherské Hradiště \| República Checa \| 7-0 \| San Marino \| Eliminatorias Mundial 2010 \| 0 \| 0 \| \| 70. \| 10-10-2009 \| Praga \| República Checa \| 2-0 \| Polonia \| Eliminatorias Mundial 2010 \| 0 \| 1 \| \| 71. \| 14-10-2009 \| Praga \| República Checa \| 0-0 \| Irlanda del Norte \| Eliminatorias Mundial 2010 \| 0 \| 0 \| \| 72. \| 03-03-2010 \| Glasgow \| Escocia \| 1-0 \| República Checa \| Amistoso \| 0 \| 0 \| \| 73. \| 11-08-2010 \| Liberec \| República Checa \| 4-1 \| Letonia \| Amistoso \| 0 \| 0 \| \| 74. \| 07-09-2010 \| Olomouc \| República Checa \| 0-1 \| Lituania \| Eliminatorias Eurocopa 2012 \| 0 \| 0 \| \| 75. \| 08-10-2010 \| Praga \| República Checa \| 1-0 \| Escocia \| Eliminatorias Eurocopa 2012 \| 0 \| 0 \| \| 76. \| 12-10-2010 \| Vaduz \| Liechtenstein \| 0-2 \| República Checa \| Eliminatorias Eurocopa 2012 \| 0 \| 2 \| \| 77. \| 17-11-2010 \| Aarhus \| Dinamarca \| 0-0 \| República Checa \| Amistoso \| 0 \| 0 \| \| 78. \| 09-02-2011 \| Pula \| Croacia \| 4-2 \| República Checa \| Amistoso \| 1 \| 0 \| \| 79. \| 25-03-2011 \| Granada \| España \| 2-1 \| República Checa \| Eliminatorias Eurocopa 2012 \| 0 \| 1 \| \| 80. \| 29-03-2011 \| České Budějovice \| República Checa \| 2-0 \| Liechtenstein \| Eliminatorias Eurocopa 2012 \| 0 \| 1 \| \| 81. \| 10-08-2011 \| Oslo \| Noruega \| 3-0 \| República Checa \| Amistoso \| 0 \| 0 \| \| 82. \| 03-09-2011 \| Glasgow \| Escocia \| 2-2 \| República Checa \| Eliminatorias Eurocopa 2012 \| 0 \| 0 \| \| 83. \| 07-10-2011 \| Praga \| República Checa \| 0-2 \| España \| Eliminatorias Eurocopa 2012 \| 0 \| 0 \| \| 84. \| 11-11-2011 \| Praga \| República Checa \| 2-0 \| Montenegro \| Eliminatorias Eurocopa 2012 \| 0 \| 2 \| \| 85. \| 15-11-2011 \| Podgorica \| Montenegro \| 0-1 \| República Checa \| Eliminatorias Eurocopa 2012 \| 0 \| 0 \| \| 86. \| 08-06-2012 \| Breslavia \| Rusia \| 4-1 \| República Checa \| Eurocopa 2012 \| 0 \| 0 \| \| 87. \| 12-06-2012 \| Breslavia \| Grecia \| 1-2 \| República Checa \| Eurocopa 2012 \| 0 \| 0 \| \| 88. \| 06-02-2013 \| Manisa \| Turquía \| 0-2 \| República Checa \| Amistoso \| 0 \| 0 \| \| 89. \| 22-03-2013 \| Olomouc \| República Checa \| 0-3 \| Dinamarca \| Clasificación Mundial 2014 \| 0 \| 0 \| \| 90. \| 26-03-2013 \| Ereván \| Armenia \| 0-3 \| República Checa \| Clasificación Mundial 2014 \| 0 \| 1 \| \| 91. \| 07-06-2013 \| Praga \| República Checa \| 0-0 \| Italia \| Clasificación Mundial 2014 \| 0 \| 0 \| \| 92. \| 06-09-2013 \| Praga \| República Checa \| 1-2 \| Armenia \| Clasificación Mundial 2014 \| 1 \| 0 \| \| 93. \| 10-09-2013 \| Turín \| Italia \| 2-1 \| República Checa \| Clasificación Mundial 2014 \| 0 \| 0 \| \| 94. \| 05-03-2014 \| Praga \| República Checa \| 2-2 \| Noruega \| Amistoso \| 1 \| 0 \| \| 95. \| 03-09-2014 \| Praga \| República Checa \| 0-1 \| Estados Unidos \| Amistoso \| 0 \| 0 \| \| 96. \| 09-09-2014 \| Praga \| República Checa \| 2-1 \| Países Bajos \| Eliminatorias Eurocopa 2016 \| 0 \| 0 \| \| 97. \| 10-10-2014 \| Estambul \| Turquía \| 1-2 \| República Checa \| Eliminatorias Eurocopa 2016 \| 0 \| 0 \| \| 98. \| 13-10-2014 \| Astaná \| Kazajistán \| 2-4 \| República Checa \| Eliminatorias Eurocopa 2016 \| 0 \| 0 \| \| 99. \| 16-11-2014 \| Praga \| República Checa \| 2-1 \| Islandia \| Eliminatorias Eurocopa 2016 \| 0 \| 0 \| \| 100. \| 28-03-2015 \| Praga \| República Checa \| 1-1 \| Letonia \| Eliminatorias Eurocopa 2016 \| 0 \| 0 \| \| 101. \| 12-06-2015 \| Reykjavík \| Islandia \| 2-1 \| República Checa \| Eliminatorias Eurocopa 2016 \| 0 \| 0 \| |            |                  |                     |           |                     |                             |       |        |
| PJ | Fecha      | Ciudad           | Local               | Resultado | Visitante           | Competición                 | Goles | Asist. |
| 1. | 23-02-2000 | Dublín           | Irlanda             | 3–2       | República Checa     | Amistoso                    | 0     | 0      |
| 2. | 29-03-2000 | Teplice          | República Checa     | 3–1       | Australia           | Amistoso                    | 0     | 0      |
| 3. | 26-04-2000 | Praga            | República Checa     | 4–1       | Israel              | Amistoso                    | 0     | 0      |
| 4. | 03-06-2000 | Núremberg        | Alemania            | 3–2       | República Checa     | Amistoso                    | 0     | 0      |
| 5. | 11-06-2000 | Ámsterdam        | Países Bajos        | 1–0       | República Checa     | Eurocopa 2000               | 0     | 0      |
| 6. | 16-06-2000 | Brujas           | República Checa     | 1–2       | Francia             | Eurocopa 2000               | 0     | 0      |
| 7. | 02-09-2000 | Sofía            | Bulgaria            | 0–1       | República Checa     | Eliminatorias Mundial 2002  | 0     | 0      |
| 8. | 07-10-2000 | Teplice          | República Checa     | 4–0       | Islandia            | Eliminatorias Mundial 2002  | 0     | 0      |
| 9. | 28-02-2001 | Skopie           | Macedonia del Norte | 1–1       | República Checa     | Amistoso                    | 0     | 0      |
| 10. | 24-03-2001 | Belfast          | Irlanda del Norte   | 0–1       | República Checa     | Eliminatorias Mundial 2002  | 0     | 0      |
| 11. | 29-03-2001 | Praga            | República Checa     | 0–0       | Dinamarca           | Eliminatorias Mundial 2002  | 0     | 0      |
| 12. | 25-04-2001 | Praga            | República Checa     | 1–1       | Bélgica             | Amistoso                    | 0     | 0      |
| 13. | 06-06-2001 | Teplice          | República Checa     | 3–1       | Irlanda del Norte   | Eliminatorias Mundial 2002  | 0     | 0      |
| 14. | 15-08-2001 | Drnovice         | República Checa     | 5–0       | Corea del Sur       | Amistoso                    | 0     | 0      |
| 15. | 01-09-2001 | Reikiavik        | Islandia            | 3–1       | República Checa     | Eliminatorias Mundial 2002  | 0     | 0      |
| 16. | 05-09-2001 | Teplice          | República Checa     | 3–2       | Malta               | Eliminatorias Mundial 2002  | 0     | 0      |
| 17. | 06-10-2001 | Praga            | República Checa     | 6–0       | Bulgaria            | Eliminatorias Mundial 2002  | 2     | 0      |
| 18. | 14-11-2001 | Praga            | República Checa     | 0-1       | Bélgica             | Eliminatorias Mundial 2002  | 0     | 0      |
| 19. | 27-03-2002 | Cardiff          | Gales               | 0–0       | República Checa     | Amistoso                    | 0     | 0      |
| 20. | 18-05-2002 | Praga            | República Checa     | 1–0       | Italia              | Amistoso                    | 0     | 0      |
| 21. | 21-08-2002 | Olomouc          | República Checa     | 4–1       | Eslovaquia          | Amistoso                    | 2     | 0      |
| 22. | 06-09-2002 | Praga            | República Checa     | 5–0       | Yugoslavia          | Amistoso                    | 0     | 2      |
| 23. | 12-10-2002 | Chisináu         | Moldavia            | 0–2       | República Checa     | Eliminatorias Eurocopa 2004 | 1     | 0      |
| 24. | 16-10-2002 | Teplice          | República Checa     | 2–0       | Bielorrusia         | Eliminatorias Eurocopa 2004 | 0     | 0      |
| 25. | 12-02-2003 | París            | Francia             | 0–2       | República Checa     | Amistoso                    | 0     | 0      |
| 26. | 29-03-2003 | Róterdam         | Países Bajos        | 1–1       | República Checa     | Eliminatorias Eurocopa 2004 | 0     | 0      |
| 27. | 02-04-2003 | Praga            | República Checa     | 4–0       | Austria             | Eliminatorias Eurocopa 2004 | 0     | 0      |
| 28. | 30-04-2003 | Teplice          | República Checa     | 4–0       | Turquía             | Amistoso                    | 1     | 1      |
| 29. | 11-06-2003 | Olomouc          | República Checa     | 5–0       | Moldavia            | Eliminatorias Eurocopa 2004 | 0     | 0      |
| 30. | 06-09-2003 | Minsk            | Bielorrusia         | 1–3       | República Checa     | Eliminatorias Eurocopa 2004 | 0     | 0      |
| 31. | 10-09-2003 | Praga            | República Checa     | 3–1       | Países Bajos        | Eliminatorias Eurocopa 2004 | 0     | 0      |
| 32. | 18-02-2004 | Palermo          | Italia              | 2-2       | República Checa     | Amistoso                    | 1     | 0      |
| 33. | 28-04-2004 | Praga            | República Checa     | 0-1       | Japón               | Amistoso                    | 0     | 0      |
| 34. | 02-06-2004 | Praga            | República Checa     | 3-1       | Bulgaria            | Amistoso                    | 1     | 0      |
| 35. | 06-06-2004 | Teplice          | República Checa     | 2-0       | Estonia             | Amistoso                    | 0     | 1      |
| 36. | 15-06-2004 | Aveiro           | República Checa     | 2-1       | Letonia             | Eurocopa 2004               | 0     | 0      |
| 37. | 19-06-2004 | Aveiro           | Países Bajos        | 2-3       | República Checa     | Eurocopa 2004               | 0     | 0      |
| 38. | 27-06-2004 | Oporto           | República Checa     | 3-0       | Dinamarca           | Eurocopa 2004               | 0     | 0      |
| 39. | 01-07-2004 | Oporto           | Grecia              | 1-0       | República Checa     | Eurocopa 2004               | 0     | 0      |
| 40. | 18-08-2004 | Praga            | República Checa     | 0-0       | Grecia              | Amistoso                    | 0     | 0      |
| 41. | 08-09-2004 | Ámsterdam        | Países Bajos        | 2-0       | República Checa     | Eliminatorias Mundial 2006  | 0     | 0      |
| 42. | 09-10-2004 | Praga            | República Checa     | 1-0       | Rumania             | Eliminatorias Mundial 2006  | 0     | 0      |
| 43. | 13-10-2004 | Ereván           | Armenia             | 0-3       | República Checa     | Eliminatorias Mundial 2006  | 1     | 0      |
| 44. | 17-11-2004 | Skopie           | Macedonia del Norte | 0-2       | República Checa     | Eliminatorias Mundial 2006  | 0     | 0      |
| 45. | 26-03-2005 | Teplice          | República Checa     | 4-3       | Finlandia           | Eliminatorias Mundial 2006  | 1     | 2      |
| 46. | 30-03-2005 | Andorra la Vieja | Andorra             | 0-4       | República Checa     | Eliminatorias Mundial 2006  | 1     | 0      |
| 47. | 04-06-2005 | Liberec          | República Checa     | 8-1       | Andorra             | Eliminatorias Mundial 2006  | 1     | 0      |
| 48. | 08-06-2005 | Teplice          | República Checa     | 6-1       | Macedonia del Norte | Eliminatorias Mundial 2006  | 1     | 2      |
| 49. | 08-10-2005 | Praga            | República Checa     | 0-2       | Países Bajos        | Eliminatorias Mundial 2006  | 0     | 0      |
| 50. | 12-10-2005 | Helsinki         | Finlandia           | 0-3       | República Checa     | Eliminatorias Mundial 2006  | 1     | 0      |
| 51. | 12-11-2005 | Oslo             | Noruega             | 0-1       | República Checa     | Eliminatorias Mundial 2006  | 0     | 0      |
| 52. | 16-11-2005 | Praga            | República Checa     | 0-1       | Noruega             | Eliminatorias Mundial 2006  | 1     | 0      |
| 53. | 01-03-2006 | Esmirna          | Turquía             | 2-2       | República Checa     | Amistoso                    | 0     | 0      |
| 54. | 26-05-2006 | Innsbruck        | República Checa     | 2-0       | Arabia Saudita      | Amistoso                    | 0     | 0      |
| 55. | 12-06-2006 | Gelsenkirchen    | Estados Unidos      | 0-3       | República Checa     | Mundial 2006                | 2     | 0      |
| 56. | 17-06-2006 | Colonia          | República Checa     | 0-2       | Ghana               | Mundial 2006                | 0     | 0      |
| 57. | 22-06-2006 | Hamburgo         | República Checa     | 0-2       | Italia              | Mundial 2006                | 0     | 0      |
| 58. | 02-09-2006 | Teplice          | República Checa     | 2-1       | Gales               | Eliminatorias Eurocopa 2008 | 0     | 0      |
| 59. | 06-09-2006 | Bratislava       | Eslovaquia          | 0-3       | República Checa     | Eliminatorias Eurocopa 2008 | 0     | 0      |
| 60. | 07-10-2006 | Liberec          | República Checa     | 7-0       | San Marino          | Eliminatorias Eurocopa 2008 | 0     | 0      |
| 61. | 11-10-2006 | Dublín           | Irlanda             | 1-1       | República Checa     | Eliminatorias Eurocopa 2008 | 0     | 1      |
| 62. | 07-02-2007 | Bruselas         | Bélgica             | 0-2       | República Checa     | Amistoso                    | 0     | 0      |
| 63. | 24-03-2007 | Praga            | República Checa     | 1-2       | Alemania            | Eliminatorias Eurocopa 2008 | 0     | 0      |
| 64. | 28-03-2007 | Liberec          | República Checa     | 1-0       | Chipre              | Eliminatorias Eurocopa 2008 | 0     | 1      |
| 65. | 02-06-2007 | Cardiff          | Gales               | 0-0       | República Checa     | Eliminatorias Eurocopa 2008 | 0     | 0      |
| 66. | 08-09-2007 | Serravalle       | San Marino          | 0-3       | República Checa     | Eliminatorias Eurocopa 2008 | 1     | 0      |
| 67. | 12-09-2007 | Praga            | República Checa     | 1-0       | Irlanda             | Eliminatorias Eurocopa 2008 | 0     | 0      |
| 68. | 17-11-2007 | Praga            | República Checa     | 3-1       | Eslovaquia          | Eliminatorias Eurocopa 2008 | 1     | 0      |
| 69. | 09-09-2009 | Uherské Hradiště | República Checa     | 7-0       | San Marino          | Eliminatorias Mundial 2010  | 0     | 0      |
| 70. | 10-10-2009 | Praga            | República Checa     | 2-0       | Polonia             | Eliminatorias Mundial 2010  | 0     | 1      |
| 71. | 14-10-2009 | Praga            | República Checa     | 0-0       | Irlanda del Norte   | Eliminatorias Mundial 2010  | 0     | 0      |
| 72. | 03-03-2010 | Glasgow          | Escocia             | 1-0       | República Checa     | Amistoso                    | 0     | 0      |
| 73. | 11-08-2010 | Liberec          | República Checa     | 4-1       | Letonia             | Amistoso                    | 0     | 0      |
| 74. | 07-09-2010 | Olomouc          | República Checa     | 0-1       | Lituania            | Eliminatorias Eurocopa 2012 | 0     | 0      |
| 75. | 08-10-2010 | Praga            | República Checa     | 1-0       | Escocia             | Eliminatorias Eurocopa 2012 | 0     | 0      |
| 76. | 12-10-2010 | Vaduz            | Liechtenstein       | 0-2       | República Checa     | Eliminatorias Eurocopa 2012 | 0     | 2      |
| 77. | 17-11-2010 | Aarhus           | Dinamarca           | 0-0       | República Checa     | Amistoso                    | 0     | 0      |
| 78. | 09-02-2011 | Pula             | Croacia             | 4-2       | República Checa     | Amistoso                    | 1     | 0      |
| 79. | 25-03-2011 | Granada          | España              | 2-1       | República Checa     | Eliminatorias Eurocopa 2012 | 0     | 1      |
| 80. | 29-03-2011 | České Budějovice | República Checa     | 2-0       | Liechtenstein       | Eliminatorias Eurocopa 2012 | 0     | 1      |
| 81. | 10-08-2011 | Oslo             | Noruega             | 3-0       | República Checa     | Amistoso                    | 0     | 0      |
| 82. | 03-09-2011 | Glasgow          | Escocia             | 2-2       | República Checa     | Eliminatorias Eurocopa 2012 | 0     | 0      |
| 83. | 07-10-2011 | Praga            | República Checa     | 0-2       | España              | Eliminatorias Eurocopa 2012 | 0     | 0      |
| 84. | 11-11-2011 | Praga            | República Checa     | 2-0       | Montenegro          | Eliminatorias Eurocopa 2012 | 0     | 2      |
| 85. | 15-11-2011 | Podgorica        | Montenegro          | 0-1       | República Checa     | Eliminatorias Eurocopa 2012 | 0     | 0      |
| 86. | 08-06-2012 | Breslavia        | Rusia               | 4-1       | República Checa     | Eurocopa 2012               | 0     | 0      |
| 87. | 12-06-2012 | Breslavia        | Grecia              | 1-2       | República Checa     | Eurocopa 2012               | 0     | 0      |
| 88. | 06-02-2013 | Manisa           | Turquía             | 0-2       | República Checa     | Amistoso                    | 0     | 0      |
| 89. | 22-03-2013 | Olomouc          | República Checa     | 0-3       | Dinamarca           | Clasificación Mundial 2014  | 0     | 0      |
| 90. | 26-03-2013 | Ereván           | Armenia             | 0-3       | República Checa     | Clasificación Mundial 2014  | 0     | 1      |
| 91. | 07-06-2013 | Praga            | República Checa     | 0-0       | Italia              | Clasificación Mundial 2014  | 0     | 0      |
| 92. | 06-09-2013 | Praga            | República Checa     | 1-2       | Armenia             | Clasificación Mundial 2014  | 1     | 0      |
| 93. | 10-09-2013 | Turín            | Italia              | 2-1       | República Checa     | Clasificación Mundial 2014  | 0     | 0      |
| 94. | 05-03-2014 | Praga            | República Checa     | 2-2       | Noruega             | Amistoso                    | 1     | 0      |
| 95. | 03-09-2014 | Praga            | República Checa     | 0-1       | Estados Unidos      | Amistoso                    | 0     | 0      |
| 96. | 09-09-2014 | Praga            | República Checa     | 2-1       | Países Bajos        | Eliminatorias Eurocopa 2016 | 0     | 0      |
| 97. | 10-10-2014 | Estambul         | Turquía             | 1-2       | República Checa     | Eliminatorias Eurocopa 2016 | 0     | 0      |
| 98. | 13-10-2014 | Astaná           | Kazajistán          | 2-4       | República Checa     | Eliminatorias Eurocopa 2016 | 0     | 0      |
| 99. | 16-11-2014 | Praga            | República Checa     | 2-1       | Islandia            | Eliminatorias Eurocopa 2016 | 0     | 0      |
| 100. | 28-03-2015 | Praga            | República Checa     | 1-1       | Letonia             | Eliminatorias Eurocopa 2016 | 0     | 0      |
| 101. | 12-06-2015 | Reykjavík        | Islandia            | 2-1       | República Checa     | Eliminatorias Eurocopa 2016 | 0     | 0      |

### Resumen estadístico
|                              | Encuentros | Goles | Promedio |
| ---------------------------- | ---------- | ----- | -------- |
| Primera división             | 360        | 47    | 0,13     |
| Copas nacionales             | 47         | 6     | 0,13     |
| Copas internacionales        | 95         | 11    | 0,12     |
| Selección de República Checa | 101        | 22    | 0,22     |
| TOTAL                        | 603        | 86    | 0,14     |

## Palmarés

### Torneos nacionales
| Título           | Club              | País            | Año  |
| ---------------- | ----------------- | --------------- | ---- |
| Gambrinus liga   | Sparta Praga      | República Checa | 1999 |
| Gambrinus liga   | Sparta Praga      | República Checa | 2000 |
| Gambrinus liga   | Sparta Praga      | República Checa | 2001 |
| Bundesliga       | Borussia Dortmund | Alemania        | 2002 |
| FA Cup           | Arsenal           | Inglaterra      | 2014 |
| Community Shield | Arsenal           | Inglaterra      | 2014 |
| FA Cup           | Arsenal           | Inglaterra      | 2015 |
| Community Shield | Arsenal           | Inglaterra      | 2015 |

### Distinciones individuales
| Distinción                         | Año  |
| ---------------------------------- | ---- |
| Talento del año                    | 1999 |
| Futbolista checo del año           | 2001 |
| Futbolista checo del año           | 2002 |
| Balón de oro de la República Checa | 2002 |
| Futbolista checo del año           | 2006 |